# Saint-Jean-de-Bournay
Saint-Jean-de-Bournay è un comune francese di 4 465 abitanti situato nel dipartimento dell'Isère della regione dell'Alvernia-Rodano-Alpi.

## Società

### Evoluzione demografica
Abitanti censiti